# Манукян, Манук
Манук Манукян (арм. Մանուկ Մանուկյան, араб. مانوك مانوكيان‎, англ. Manoug Manougian; 29 апреля 1935, Иерусалим — 7 мая 2024) — ливанский учёный, профессор, доктор математики. Основатель Ливанской космической программы. Запустил первую космическую ракету на Ближнем Востоке в 1960-х годах.
В период с 1960 по 1967 годы под его руководством было спроектировано, изготовлено и запущено более десяти ракет под названием «Cedar», которые со временем становились всё более производительными и поднимались на высоту более 600 км. Этот проект, направленный на «разработку и запуск ракет для изучения и освоения космоса», был очень популярен в то время и попал на первые полосы газет. В 1964 году была выпущена серия марок с изображением ракеты «Cedar IV».

## Биография
Манукян родился в Иерусалиме 29 апрелся 1935 года. Получил степень по математике и физике в Техасском университете, а затем вернулся в Ливан, куда иммигрировали его родители, и занял преподавательскую должность в Бейрутском университете Айказян.
Манукян рассматривал ракетную технику как идеальный механизм для обучения студентов связям между математикой, физикой и естественными науками, и поначалу это было его единственной целью. Но по мере того, как он и его небольшая команда студентов добились большего прогресса, они привлекли внимание всей страны.
В начале 1960-х годов в Ливане профессор Мануг Манугян и его студенты спроектировали и запустили ракеты для изучения и освоения космоса. Спустя некоторое время студенты присоединились к исследователям, мобилизованным в рамках Ливанской космической программы, но программа перешла под контроль ливанской армии. Родилось Ливанское ракетное общество. При финансировании со стороны государства конструкция ракет усовершенствовалась и прошла испытания. Несмотря на свой успех, Ливанское ракетное общество внезапно прекратило свою деятельность в 1967 году, амбициозный научный проект исчез из коллективной памяти.
Как говорил Манукян:
Ливану было предложено не продолжать запуски ракет. По словам некоторых источников, которые связались со мной по этому поводу, мне сказали, что Франция «дала понять», что Ливан должен прекратить запуск ракет
Воспоминания о Ливанском ракетном обществе быстро померкли, а архивные материалы были утеряны во время гражданской войны в стране. Многие студенты уехали работать за границу. Только после выхода документального фильма «Ливанское ракетное общество» режиссеров Джоаны Хаджитомас и Халила Джорейджа интерес к подвигам Манукяна возродился.

### Ракеты Cedar
Запуски ракет привлекали сотни зрителей на площадку с видом на Средиземное море в Дбайе, к северу от Бейрута, а сам  в Айказянстал известен как Ракетный колледж. 21 ноября 1963 года была запущена ракета «Кедр IV», которая достиг высоты 90 миль (145 км), что близко к высоте спутников на низкой околоземной орбите. В день запуска пришло 15 000 человек, а также генералы и даже президент.